# Delnice (Kroatië)
Delnice (Italiaans: Delnizza of Delnizze; Hongaars: Delnicze; Duits: Delnitz) is een stad in het westen van Kroatië. Het is de grootste vestiging in het Gorski Kotar-gebergte.

## Bevolking
Delnice heeft een populatie van 6.262 inwoners.
Steden (gradovi): Rijeka · Bakar · Cres · Crikvenica · Čabar · Delnice · Kastav · Kraljevica · Krk · Mali Lošinj · Novi Vinodolski · Opatija · Rab · Vrbovsko

Gemeenten (općine): Baška · Brod Moravice · Čavle · Dobrinj · Fužine · Jelenje · Klana · Kostrena · Lokve · Lopar · Lovran · Malinska-Dubašnica · Matulji · Mošćenička Draga · Mrkopalj · Omišalj · Punat · Ravna Gora · Skrad · Vinodolska · Viškovo · Vrbnik